# 川崎市立京町小学校
川崎市立京町小学校（かわさきしりつきょうまちしょうがっこう）は、神奈川県川崎市川崎区京町1丁目にある公立小学校。

## 沿革
出典
- 1957年（昭和32年）
  - 4月1日 - 川崎市立京町小学校を川崎市京町1番地に設置（学区:京町1丁目池田の一部）。
  - 4月16日 - 川崎小学校根岸豊氏初代校長兼務の形で、川崎小学校にて授業開始。開校時点の児童数361名・学級数9学級。
  - 7月21日 - 校舎新築工事完了（教室8・保健室1・宿直室1・給食室1・トイレ2・昇降口1）。
  - 7月23日 - 校章制定。
  - 9月3日 - 川崎小学校より分離し、入校。
- 1958年（昭和33年）
  - 2月27日 - 京町小学校落成開校式挙行し、この日（2月27日）を開校記念日と定める。
  - 7月17日 - 第1期増築工事完了（教室4・校長室1・職員室1・玄関1）。
- 1960年（昭和35年）
  - 1月16日 - 第2期増築工事完了（教室3・トイレ3・会談室・門棚）。
  - 4月1日 - 京町2丁目の一部（東洋特殊鋼以北）学区に編入。
- 1961年（昭和36年）4月1日 -　渡田山王町を学区に編入。
- 1963年（昭和38年）2月27日 - 校歌制定・校旗作成。
- 1965年（昭和40年）1月20日 - 第3期増築工事完了（普通教室2・昇降口1・放送室1）。
- 1966年（昭和41年）1月20日 - 第4期増築工事完了（教室1）体育倉庫。
- 1967年（昭和42年）
  - 10月27日 - 創立10周年記念式典挙行。記念事業として、全教室にテレビ設置。
  - 11月5日 - 特別教室（家庭科・図工・音楽）増築。火災報知機新設、給食室増築、リフト新設。
  - 12月2日 - 東側通用門2箇所新設。
- 1969年（昭和44年）4月1日 - 校地拡張。
- 1970年（昭和45年）3月23日 - 体育館落成式挙行。
- 1971年（昭和46年）
  - 3月22日 - 鉄筋コンクリート3階建校舎増築工事竣工（普通教室より）。
  - 3月31日 - 岩石園・雑木山完成。
  - 4月24日 - 理科実験室・準備室改造工事竣工（普通教室より）。
- 1972年（昭和47年）
  - 3月20日 - 小衾舎新設。
  - 7月5日 - プール竣工。
- 1973年（昭和48年）
  - 9月15日 - 空気清浄機設置。
  - 11月20日 - 雑木山第2次完成。
  - 11月30日 - 教材園造成（第2次）。
- 1974年（昭和49年）5月17日 - 校歌碑除幕式挙行。
- 1977年（昭和52年）
  - 4月18日 - 理科室・音楽室・図書室・普通教室3室増築工事竣工。
  - 10月27日 - 創立20周年記念式典挙行。記念事業として、国旗掲揚塔、岩石園改修、ビデオカメラ購入、児童用整理棚の各教室への完備。
- 1978年（昭和53年）
  - 5月1日 - 新校舎昇降口増築、2階トイレ増設、3階倉庫改修。
  - 9月13日 - 本館3階校庭側窓枠サッシ化。
- 1979年（昭和54年）
  - 6月15日 - 理科準備室の一部を更衣室に改造。
  - 8月27日 - 本館3階各教室床Pタイル張替。
  - 8月29日 - 本館2階校庭側窓枠サッシに改修。
  - 11月7日 - 理科観察、実習園造成。
- 1980年（昭和55年）
  - 2月9日 - 玄関前庭園整理及び校歌記念碑移設。
  - 2月21日 - 放送スタジオ及び放送施設完成。
  - 12月24日 - 改築給食室完成。
- 1981年（昭和56年）8月25日 - 本館1・2階校庭側窓枠サッシに改修。
- 1983年（昭和58年）8月16日 - 本館教室廊下全Pタイル張替完了。
- 1984年（昭和59年）
  - 3月20日 - 市環境緑化推進事業完了。
  - 4月5日 - 正面玄関植樹整備。
  - 8月30日 - 本館北側窓枠サッシ化完了。
  - 9月30日 - 校長室、事務センター、家庭科教室改造設置。
- 1985年（昭和60年）
  - 5月29日 - 小鳥小屋贈呈式挙行。
  - 7月18日 - 給食室収納庫設置。
  - 8月30日 - 本館トイレサッシ化完了。
- 1986年（昭和61年）
  - 8月12日 - 正門扉取替
  - 11月2日 - 30周年記念バザー開催。
  - 11月21日 - 体育館暗幕取替。
- 1987年（昭和62年）
  - 5月24日 - 30周年記念の航空写真撮影実施。
  - 9月1日 -　せせらぎの池完成（30周年）。
  - 9月28日 - 運動場整地完成。
  - 10月14日 - 体育館照明増設。同日、創立30周年記念行事（子どもまつり、ミニ音楽会、文集発表会（10月27日まで） 副読本発表会、花づくり）開催。
  - 10月24日 - 創立30周年記念式典挙行。
- 1989年（平成元年）12月18日 - この日から、校舎の強度調査実施。
- 1990年（平成2年）8月30日 - 新館窓枠サッシ化。
- 1991年（平成3年）
  - 4月5日 - 新館に障害者用トイレ設置。
  - 5月21日 - 防球ネット完成。
  - 8月7日 - 黒板灯設置。
  - 10月30日 - 校舎全面改築に伴う地域住民説明会開催。
  - 11月29日 - ヒアリング開始（以後8回行う）。
- 1992年（平成4年）
  - 3月30日 - 仮設校舎建築開始。
  - 5月 - この月から7月にかけて、校舎お別れ記念行事（学芸会、児童集会、音楽鑑賞会、お別れ懇親会）開催。
  - 6月29日 - 仮設校舎移転。
  - 8月17日 - 校舎解体開始。
  - 9月27日 - この日開催の秋季大運動会を新町小校庭にて開催。
- 1993年（平成5年）
  - 3月19日 - この日挙行された卒業式を川崎市労働会館にて開催。
  - 9月26日 - この日開催された秋季大運動会を前年に引き続き新町小校庭にて開催。
  - 11月7日 - 校舎落成記念バザー開催。
- 1994年（平成6年）
  - 2月10日 - 入校式挙行。
  - 2月16日 - この日から2月18日にかけて、仮設校舎から新校舎へ移転作業実施。
  - 6月26日 - 京町小学校同窓会総会開催。
  - 10月13日 - 校舎落成記念航空写真撮影実施。
  - 10月14日 - 校庭開き。
  - 11月5日 - 新校舎落成記念式典挙行し、祝賀会開催。
- 2004年（平成16年）4月 - 学校2学期制試行。
- 2007年（平成19年）
  - 5月26日 - この日開催の運動会を「第50回記念運動会」として開催。
  - 11月17日 - 創立50周年記念式典挙行し、祝賀会開催。
- 2015年（平成27年）10月 - 地域清掃が始まる。
- 2016年（平成28年）7月 - この月から12月まで、プール・アリーナの改修、校舎外壁の改修、校舎内天井・壁の塗装、室内灯のLED化、トイレ改修、ソーラーパネル設置、川崎市備蓄倉庫設置の各工事実施。
- 2017年（平成29年）11月18日 - 創立60周年記念式典挙行。

## 教育目標
～ともに育ち　ともに創る学校～
- 〇思いやりのある子
- 〇すすんで学ぶ子
- 〇自分で考え、行動する子

## 児童数
2024年（令和6年）4月2日時点
| 学年 | 1年 | 2年 | 3年 | 4年 | 5年 | 6年 | むぎっこ級 （特別支援） | 合計 |
| ---- | --- | --- | --- | --- | --- | --- | ----------------------- | ---- |
| 学級 | 2   | 2   | 2   | 2   | 2   | 3   | 3                       | 16   |
| 児童 | -   | -   | -   | -   | -   | -   | -                       | 344  |

## 通学区域
- 京町1丁目、京町2丁目、渡田山王町、池田2丁目

## アクセス
- JR東日本南武支線・京浜急行電鉄本線八丁畷駅から、徒歩約7分。
- 学校ホームページ内「アクセス」には記載は無いが、川崎鶴見臨港バスの「川28」・「川30」各系統の「二の辻」停留所（川崎市道上）や「川26」・「川29」各系統の「池田一丁目」停留所（国道15号線上）からもアクセス可能。

## 周辺
- 京町公園 - 川崎市道をはさんで、敷地が隣接。
  - 京町公園以外の公園も点在。
- 川崎京町郵便局
- 神奈川県立川崎高等学校
- 国道15号（第一京浜）
- 横浜市との市境線も近い。